# Garuhapé

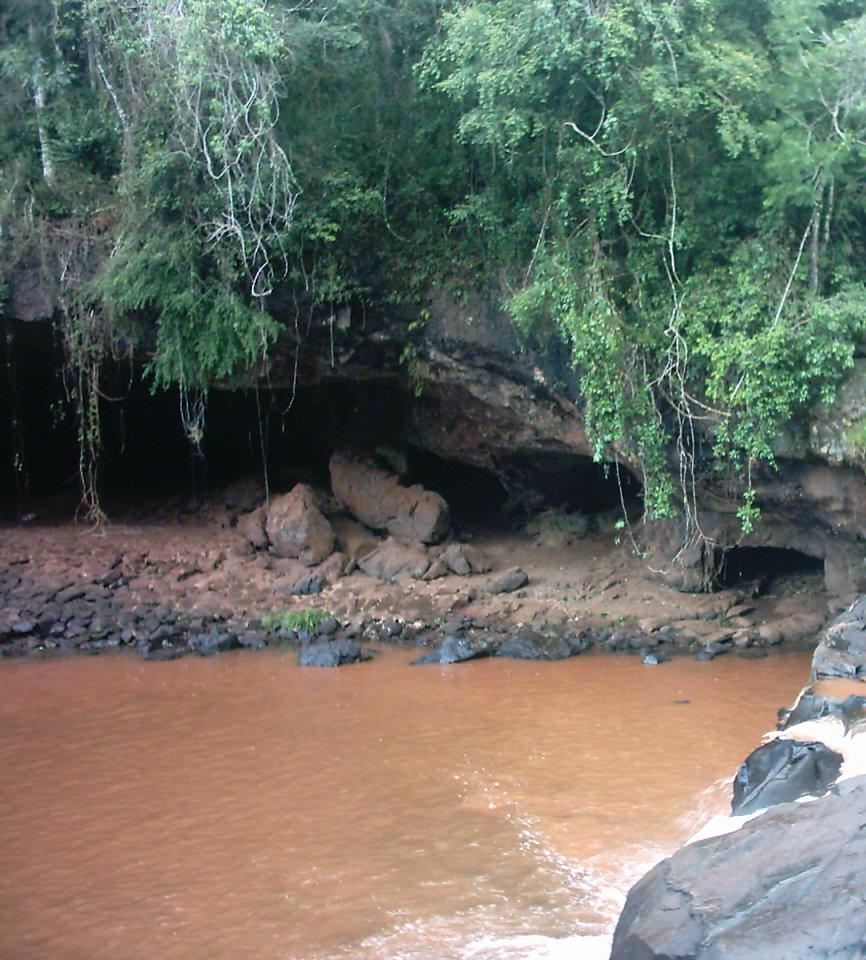
Garuhapé
gruta indígena

Garuhapé é uma cidade argentina da província de Misiones (província).
O município conta com uma população de 8.259 habitantes, segundo o Censo do ano 2001 (INDEC).